# Rozenburg (Zuid-Holland)

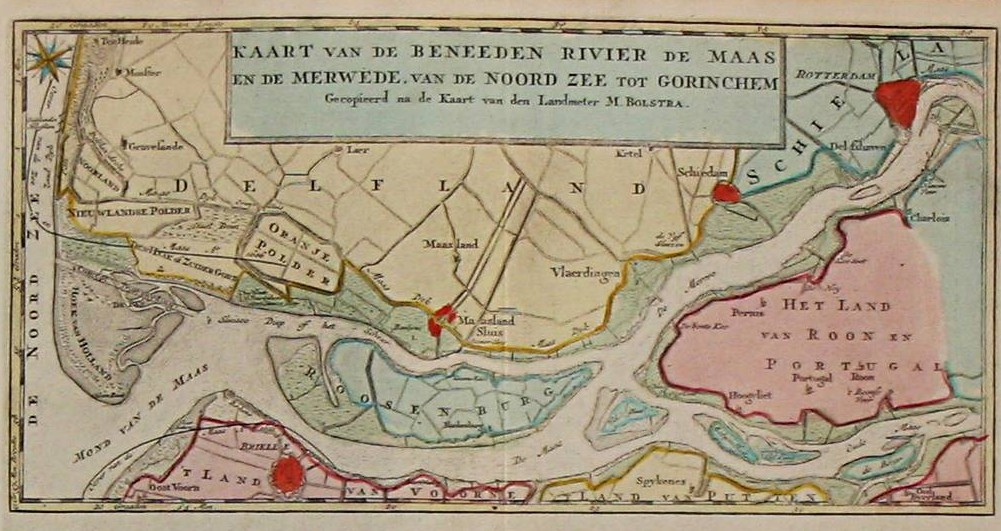
Rozenburg anno 1769

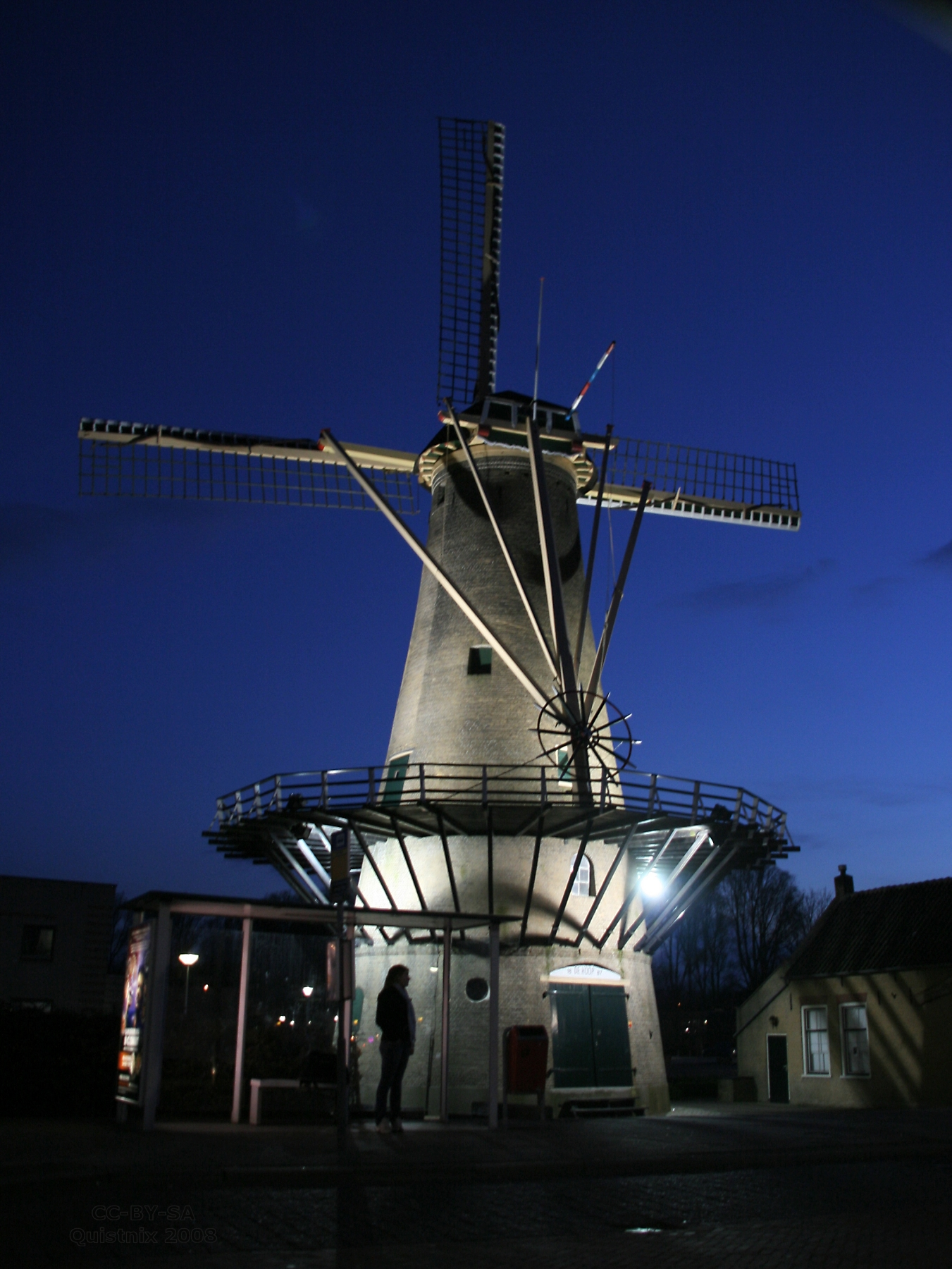
Stellingmolen De Hoop

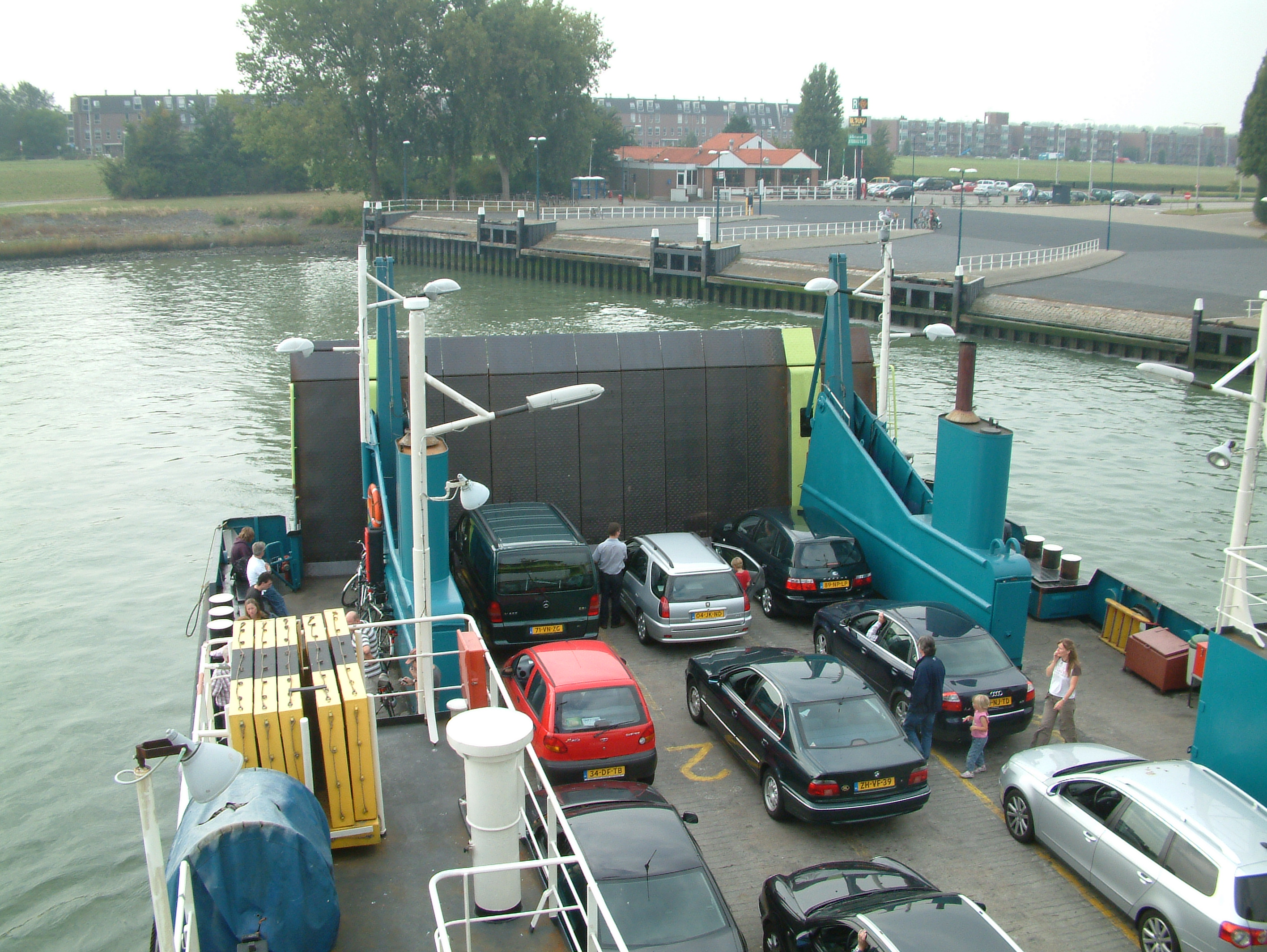
De veerboot uit Maassluis komt aan te Rozenburg

Rozenburg (uitspraakⓘ) is een dorp in Zuid-Holland dat als bestuurscommissiegebied deel uitmaakt van de gemeente Rotterdam. Het is de enige plaats op het eiland Rozenburg. Tot 18 maart 2010 was het een zelfstandige gemeente.
Volgens het CBS telde Rozenburg op 1 januari 2023 12.460 inwoners. De oppervlakte is 6,50 km² groot, waarvan 1,99 km² water. Het dorp wordt omsloten door de industrie van het Botlekgebied en de Europoort die in de loop van de tweede helft van de twintigste eeuw het gehele eiland in bezit heeft genomen.

## Bestuur

### Voormalige gemeente
Op 10 juli 2008 besloot een nipte meerderheid van de gemeenteraad van Rozenburg de gemeente op te heffen en als nieuw te vormen deelgemeente op te gaan in de gemeente Rotterdam, dit wegens onvoldoende bestuurskracht. Op 27 oktober 2009 stemde de Eerste Kamer in met het wetsvoorstel 'Herindeling Rotterdam-Rozenburg', waardoor Rozenburg op 18 maart 2010 in de gemeente Rotterdam is opgegaan. Van 1 januari 2009 tot 18 maart 2010 was Rozenburg naar oppervlakte de kleinste gemeente van Nederland.
Tot 2014 was Rozenburg een deelgemeente van Rotterdam. Nadat in dat jaar het deelgemeentebestel werd opgeheven resteerde een zogenoemde gebiedscommissie met een adviesfunctie aan gemeenteraad en college van burgemeester en wethouders van Rotterdam.

## Stedenband
- Östringen (Duitsland), sinds 1971. Bij het opheffen van de deelgemeenten is ook deze formele band beëindigd.

## Verkiezingen

### Gemeenteraad
De laatste gemeenteraad (2006-2010) zag er als volgt uit:
| Partij                     | Zetels |
| -------------------------- | ------ |
| Gemeentebelangen Rozenburg | 5      |
| CDA                        | 3      |
| Nieuwe Democraten          | 2      |
| ChristenUnie               | 2      |
| VVD                        | 1      |
| Totaal                     | 13     |

### Deelgemeenteraad
Van 18 maart 2010 tot 2014 was Rozenburg een deelgemeente van Rotterdam. De deelgemeenteraad was als volgt samengesteld:
| Partij                     | Zetels |
| -------------------------- | ------ |
| Gemeentebelangen Rozenburg | 4      |
| Inwonerspartij Rozenburg   | 4      |
| VVD                        | 2      |
| PvdA                       | 2      |
| CDA                        | 1      |
| Totaal                     | 13     |

Het dagelijks bestuur van de deelgemeente werd gevormd door IPR, VVD en PvdA. Nadat in augustus 2011 de VVD uit de coalitie stapte werd er opnieuw onderhandeld. Op initiatief van Gemeentebelangen Rozenburg kwam het tot een brede coalitie. Het dagelijks bestuur werd daarna gesteund door GBR (4 zetels), CDA (1 zetel), PvdA (2 zetels) en 2 leden van IPR die later als 'Hart voor Rozenburg' verder gingen tot 2014.

### Gebiedscommissie
In 2014 is de deelgemeente (samen met alle andere) opgeheven en vervangen door een gebiedscommissie.
| Gebiedscommissieleden      | Gebiedscommissieleden | Gebiedscommissieleden |
| -------------------------- | --------------------- | --------------------- |
| Partij                     | 2014                  | 2018                  |
| Gemeentebelangen Rozenburg | 6                     | 5                     |
| Inwonerspartij Rozenburg   | 2                     | -                     |
| PvdA                       | 1                     | -                     |
| CDA                        | 1                     | 3                     |
| VVD                        | 1                     | 1                     |
| Leefbaar Rotterdam         | -                     | 2                     |
| Totaal                     | 11                    | 11                    |

### Indeling
- Wijken en buurten in Rozenburg

## Veerdienst
Rozenburg is verbonden met Maassluis door een veerdienst over het Scheur. Deze wordt zowel door fietsers en voetgangers als door gemotoriseerd verkeer gebruikt. De boot kan per overtocht veertig personenwagens vervoeren. De dichtstbijzijnde vaste overgangsmogelijkheid richting het noorden via de Botlektunnel (of Botlekbrug) en de Beneluxtunnel is vijftien kilometer verderop gelegen en heeft dikwijls met files te maken. Door de in december 2024 geopende Maasdeltatunnel als onderdeel van de A24 ontstaat er een dichterbij gelegen vaste verbinding onder het Scheur. De veerdienst zal vermoedelijk na de opening van deze nieuwe weg aangepast worden.

## Bezienswaardigheden
Aan de rand van de oude dorpskern staat een stellingmolen uit 1887, genaamd De Hoop.

## Media
- Omroep Voorne, lokale radiozender

## Sport en recreatie
- Het nieuwgebouwde multifunctionele sportcentrum 'De Rozenburcht' verving in 2016 het overdekte zwembad 'De Zeehond' en sporthal 'De Rozet'.
- Ten westen van het dorp Rozenburg ligt sinds 2013 op de Landtong het Calandpark met onder andere een mountainbikeroute, een paardenmanege en een hondenschool. Daar voorbij strekt zich langs het Scheur de Landtong uit. Dat is een 10 kilometer lang en hoogstens enkele honderden meters breed gebied. Het herbergt allerlei voorzieningen ten behoeve van de scheepvaart en is verder ingericht als natuurgebied waar grote grazers vrij kunnen rondlopen. Er is daar ook een vliegveld voor modelvliegtuigen.
- Door Rozenburg lopen de Europese wandelroutes E2 (oostelijke variant) en E9, ter plaatse ook Noordzeepad of Deltapad geheten.

## Geboren in Rozenburg

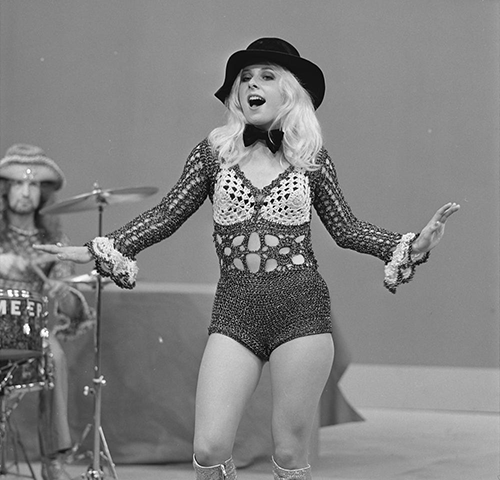
Bonnie St. Claire

Bekende mensen die geboren zijn in Rozenburg:
- Johannes van der Giessen (1899-2008), oudste man van Nederland van 2006 tot 2008
- Bonnie St. Claire (1949), zangeres
- Fidan Ekiz (1976), journaliste, presentatrice en documentairemaakster
- Jurgen van Houdt (1981), politicus
- Kraantje Pappie (1986), rapper